# Brezje Dravsko
Brezje Dravsko – wieś w Chorwacji, w żupanii varażdińskiej, w gminie Cestica. W 2011 roku liczyła 209 mieszkańców.